# 別列齊爾劇院

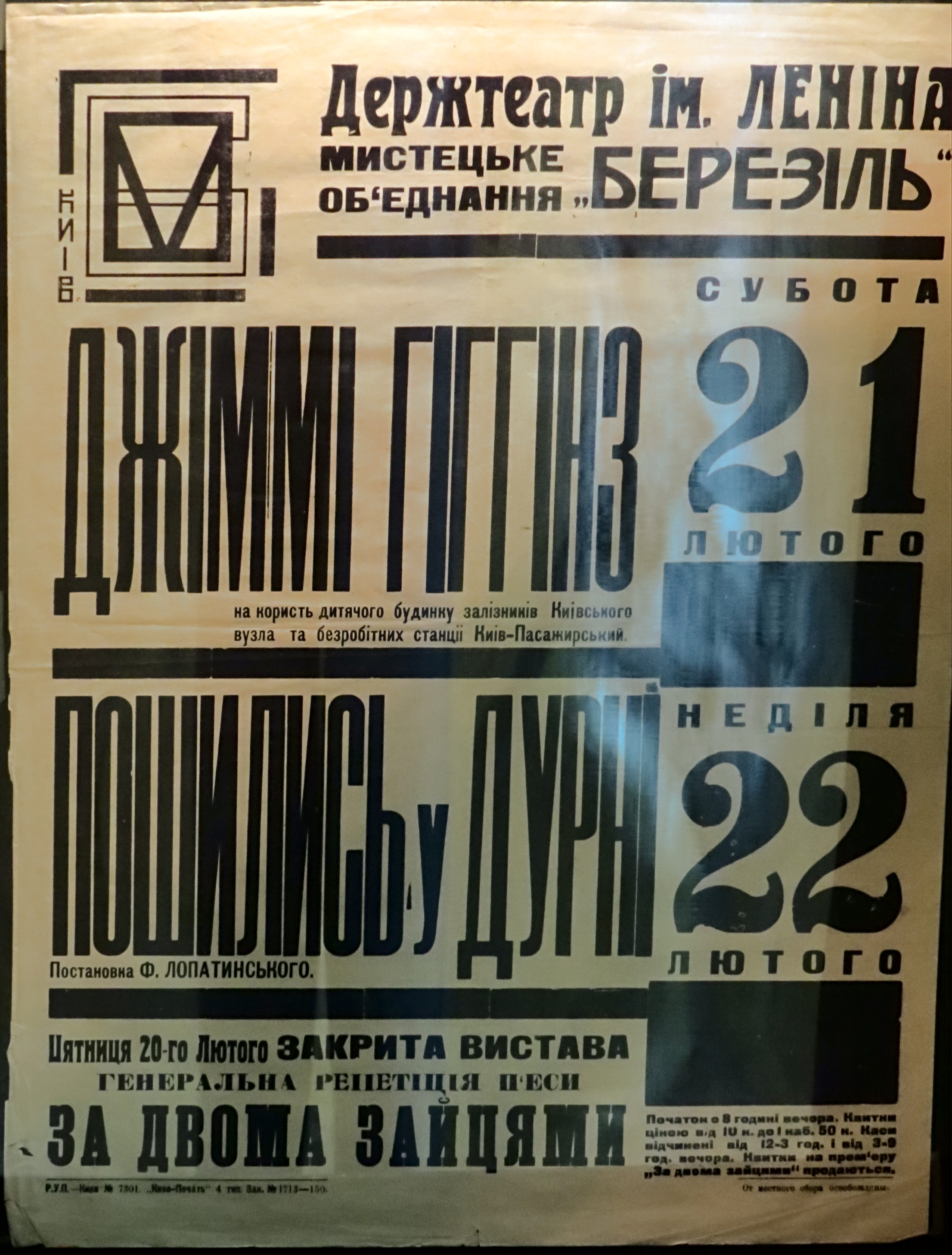
烏克蘭戲劇、音樂與電影藝術博物館展示別列齊爾劇院1924年的海報

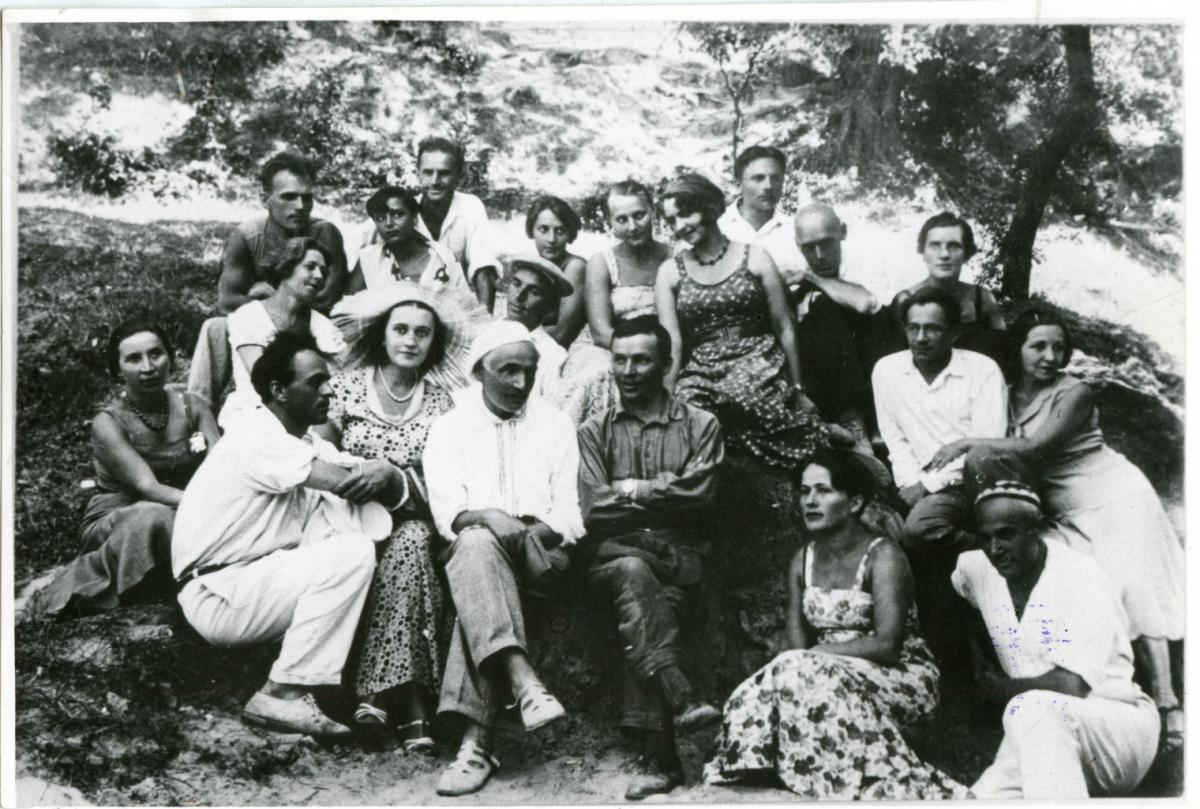
1933年劇團至喬治亞演出《麥克萊恩·格拉斯》

別列齊爾劇院（羅馬化：Berezil）是乌克兰苏维埃社会主义共和国時期（1922年－1933年）的前衛劇團，由烏克蘭導演列斯·庫爾巴斯建立。此劇團最初位於基輔，1926年遷至哈爾科夫；劇團下有數個工作室、博物館與戲劇學校，並發行一個期刊，1927年起與劇作家米克拉·庫里什合作 。
別列齊爾劇院出品的劇作引發文學論戰，庫爾巴斯和庫里什被控扭曲蘇聯社會現實，1933年庫爾巴斯被逮捕，1935年蘇聯政府在別列齊爾劇院的基礎上建立塔拉斯·謝甫琴科劇院（即哈爾科夫烏克蘭模範劇院）。

## 出產作品
- Haz（Газ）：喬治·凱澤（1922年）[3]
- 《馬克白》：威廉·莎士比亚（1924年）[5]
- 《數字之舞》：列斯·庫爾巴斯執導、瓦迪姆·梅勒（英语：Vadym Meller）劇場設計（1927年）[6]
- 《人民的馬拉希（烏克蘭語：Народний Малахій）》：米克拉·庫里什（1927年）[3]
- 《可悲的奏鳴曲（烏克蘭語：Патетична соната）》：米克拉·庫里什（1929年）[7]
- 《麥克萊恩·格拉斯（烏克蘭語：Маклена Ґраса）》：米克拉·庫里什（1933年）[3]